# IC 575
IC 575 هو اصطدام مجري، يقع في كوكبة السدس.

## روابط خارجية
- IC 575 على موقع ويكي سكاي: DSS2, SDSS, GALEX, IRAS, Hydrogen α, X-Ray, Astrophoto, Sky Map, Articles and images